# Maksymilian Klepacki
Maksymilian Klepacki (* 14. November 1998) ist ein polnischer Sprinter, der sich auf den 400-Meter-Lauf spezialisiert hat.

## Sportliche Laufbahn
Erste internationale Erfahrungen sammelte Maksymilian Klepacki im Jahr 2022, als er mit der polnischen 4-mal-400-Meter-Staffel bei den Hallenweltmeisterschaften in Belgrad in 3:07,81 min den vierten Platz belegte. Im Juli startete er mit der Staffel bei den Weltmeisterschaften in Eugene und gelangte dort mit 3:02,51 min im Finale auf Rang neun. 

## Persönliche Bestzeiten
- 400 Meter: 46,09 s, 19. Juni 2022 in Gliwice
  - 400 Meter (Halle): 46,86 s, 26. Februar 2022 in Toruń